# خورشیدپرتوها (پروانه)
پرتوهای خورشیدپرتوها (نام علمی: Curetis)، سرده‌ای از پروانه‌های بالدار (Lycaenidae) از جنوب شرق آسیا است. آنها در حال حاضر تنها سرده در زیرتیره Curetinae هستند.